# Bijela knjiga
Bijela knjiga (eng. white paper) je dokument u kojem se iznosi javnosti stajalište neke vlade, organizacije, udruženja ili neke tvrtke. Ime je dobiveno zbog bijelih korica uveza koji se koristio za ovakve dokumente, no sada se bijele korice ne koriste tako često. 
Bijelu knjigu piše tim eksperata na određenu temu: izvještaj o vladinoj politici, dokument čija namjena je da podučava industrijske potrošače. Bijela knjiga služi kao pomoć ljudima prilikom donošenja odluka.
U modernoj britanskoj ili irskoj terminologiji, bijela knjiga je izjava o vladinoj politici.